# 聖埃米迪奧 (加利福尼亞州)
聖埃米迪奧（英語：San Emidio）是位於美國加利福尼亞州克恩縣的一個非建制地區。該地的面積和人口皆未知。

## 地理
聖埃米迪奧的座標為35°05′40″N 119°18′16″W / 35.09444°N 119.30444°W，而該地的平均海拔高度為146米（即479英尺）。